# Dan Wheldon

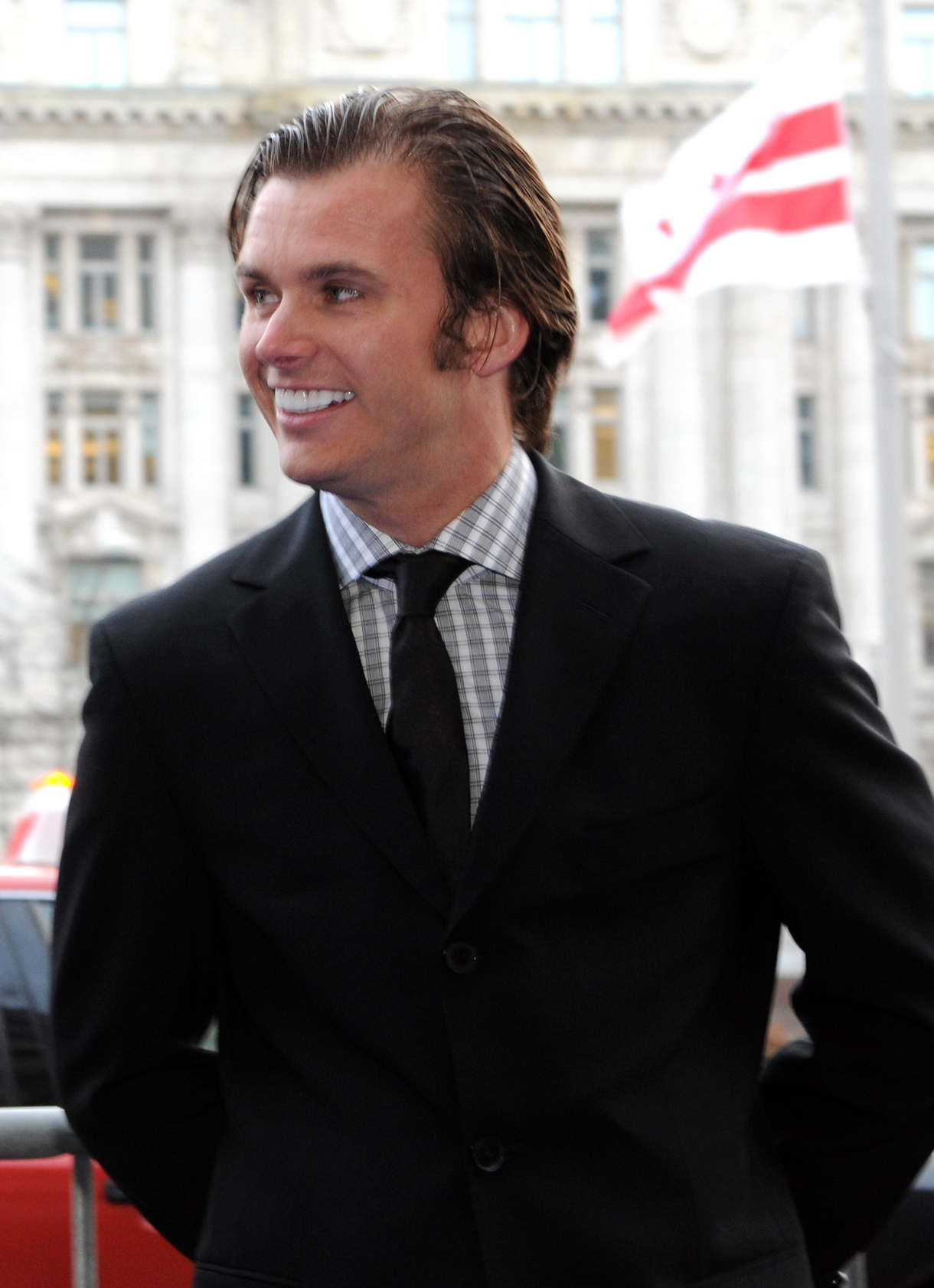
Dan Wheldon (2010)

Daniel Clive „Dan“ Wheldon (* 22. Juni 1978 in Emberton, Vereinigtes Königreich; † 16. Oktober 2011 in Las Vegas) war ein britischer Automobilrennfahrer. Er fuhr von 2002 bis 2011 in der IndyCar Series und gewann 2005 den Meistertitel dieser Serie. 2005 und 2011 entschied er das Indianapolis 500 für sich. Er starb nach einem Massenunfall auf dem Las Vegas Motor Speedway.

## Karriere

### Anfänge im Motorsport
Wheldon begann seine Motorsportkarriere 1987 im Kartsport, in dem er bis 1995 aktiv war. 1996 wechselte er in den Formelsport und wurde auf Anhieb Vizemeister der britischen Formel-Vauxhall-Junior. Außerdem trat er in der regulären Meisterschaft an und belegte in der Fahrerwertung den sechsten Platz. 1997 wechselte er in die britische Formel Ford und in die europäische Formel Ford. In beiden Serien belegte er den vierten Platz. In der nächsten Saison blieb er in beiden Serien und verbesserte sich jeweils auf den dritten Gesamtrang. Einer seiner Rivalen in dieser Saison war Jenson Button. Nach dieser Saison wechselte er aus finanziellen Gründen nach Nordamerika, da er nicht genügend Geld hatte, um seine Karriere in Großbritannien fortzusetzen.
1999 startete Wheldon in der US-amerikanischen Formel Ford 2000 und gewann mit sechs Siegen auf Anhieb den Meistertitel. 2000 trat er in der Atlantic Championship an. Er entschied zwei Rennen für sich und wurde am Ende der Saison Vizemeister hinter Buddy Rice. 2001 wechselte er in die Indy Lights und gewann auch in dieser Saison zwei Rennen. Am Ende verpasste er den Meistertitel erneut und wurde hinter Townsend Bell Vizemeister.

### IndyCar Series
Nachdem Wheldon 2002 zunächst in keiner Rennserie angetreten war, nahm er für Panther Racing als Teamkollege von Sam Hornish junior an den letzten zwei Rennen der Saison der Indy Racing League teil. In der darauffolgenden Saison blieb er in der inzwischen in IndyCar Series umbenannten Meisterschaft und wechselte zu Andretti Green Racing. Zunächst vertrat er den verletzten Dario Franchitti und erhielt anschließend das Cockpit des zurückgetretenen Michael Andretti. Wheldon kam immer besser mit dem Auto zurecht und erzielte beim Saisonfinale in Fort Worth als Dritter seine erste Podest-Platzierung. Am Saisonende belegte er den elften Gesamtrang und entschied die Wertung des besten Neulings für sich.
2004 gewann er in Motegi sein erstes IndyCar-Rennen. Im Verlauf der Saison folgten zwei weitere Siege. Am Ende des Jahres wurde er mit deutlichem Rückstand auf seinen Teamkollegen Tony Kanaan Vizemeister der IndyCar Series. 2005 gewann Wheldon das Indianapolis 500 und war damit der erste Engländer seit Graham Hill 1966, der dieses prestigeträchtige Rennen für sich entschied. Insgesamt gewann Wheldon in dieser Saison sechs Rennen und stellte damit einen neuen Rekord an Siegen in einer Saison auf. Den Meistertitel gewann er infolgedessen mit deutlichem Vorsprung auf seinen Teamkollegen Kanaan.

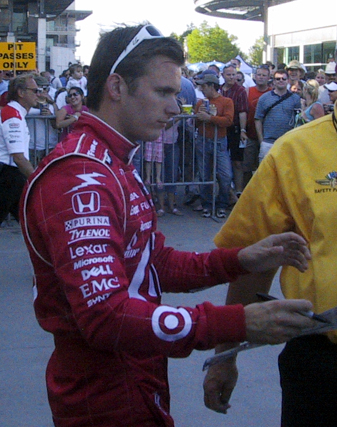
Dan Wheldon (2007)

Nach dem Gewinn der Meisterschaft wechselte Wheldon 2006 zu Chip Ganassi Racing und wurde Teamkollege von Scott Dixon. Anfang 2006 traten die beiden zusammen mit Casey Mears beim 24-Stunden-Rennen von Daytona an und entschieden das Rennen für sich. In der IndyCar Series gelang ihm beim Saisonauftakt in Homestead, wo Paul Dana im Training tödlich verunglückt war, sein erster Sieg im neuen Team. Dabei hatte er mit 0,0147 Sekunden einen sehr knappen Vorsprung auf den zweitplatzierten Hélio Castroneves. In der Meisterschaft kämpfte Wheldon zusammen mit Castroneves und Hornish um den Titel. Am Ende der Saison hatte er zusammen mit Hornish mit 475 Punkten die meisten Punkte erzielt. Da er zwei und sein Kontrahent vier Rennen gewonnen hatte, wurde er erneut Vizemeister. Vor Beginn der Saison wurde Wheldon ein Formel-1-Testfahrer-Cockpit beim BMW Sauber F1 Team angeboten, allerdings lehnte er ab, da man ihm keinen Stammplatz für die kommende Saison garantierte.

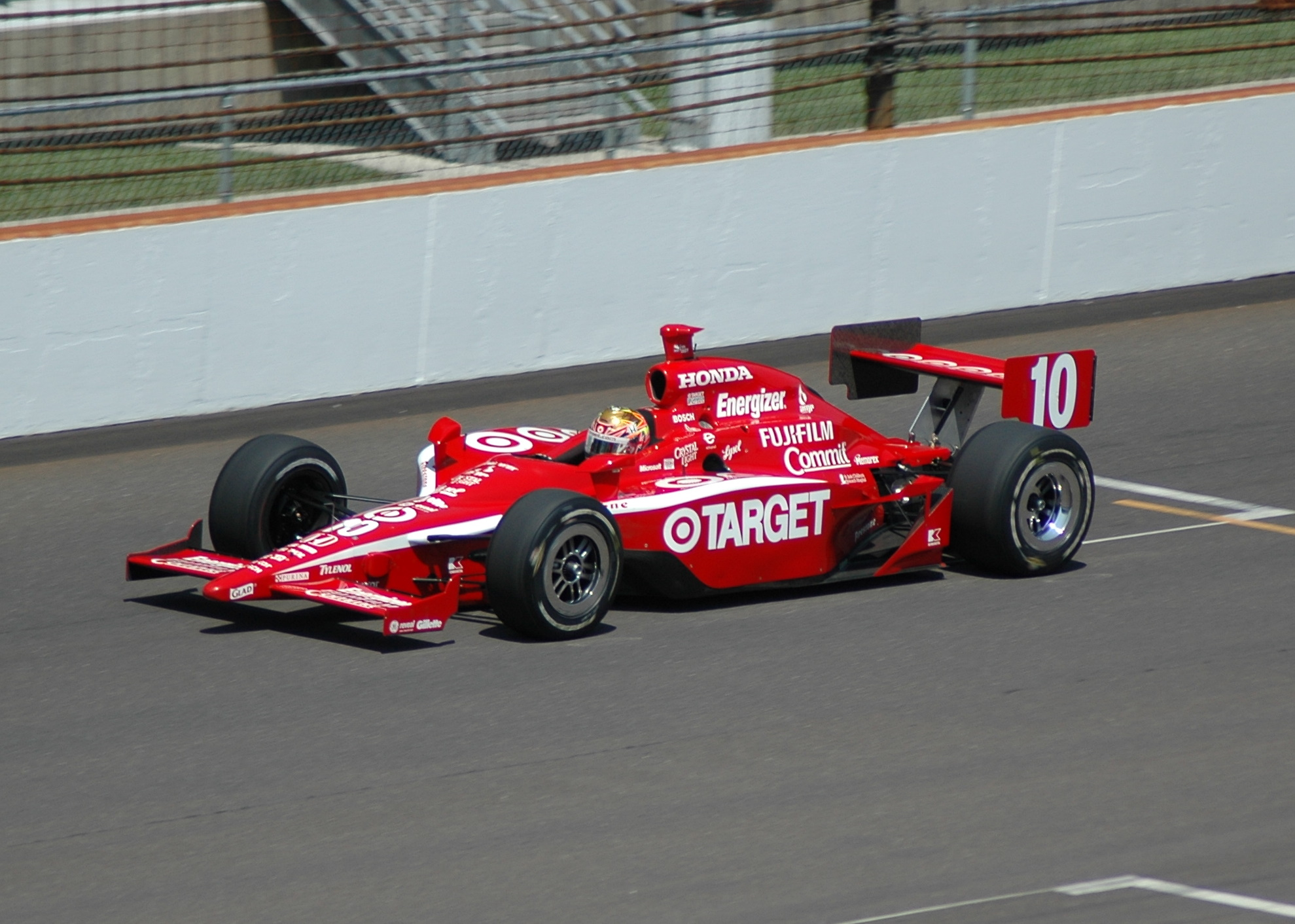
Dan Wheldon für Chip Ganassi Racing im Training zum Indianapolis 500 (2007)

2007 blieb Wheldon bei Ganassi. Er gewann zwar zwei Rennen, hatte aber im Gegensatz zu seinem Teamkollegen Dixon keine Chance auf den Titelgewinn. Er beendete die Saison auf dem vierten Gesamtrang. 2008 erzielte er abermals zwei Siege und wurde Vierter in der Gesamtwertung. Während Dixon den Meistertitel erzielte, wurde Wheldon bereits vor dem Ende der Saison mitgeteilt, dass das Team für die Zukunft ohne ihn plane und er durch Franchitti ersetzt werde. Bereits beim nicht mehr zur Saison zählenden Rennen in Surfers Paradise kehrte er zu Panther Racing zurück.
2009 knüpfte Wheldon nicht mehr an die Erfolge aus den vorherigen Saisons an. Nachdem er in der ersten Saisonhälfte noch regelmäßig unter die besten zehn Piloten gekommen war, gelang ihm dies in der zweiten Saisonhälfte immer seltener. Höhepunkt der Saison, die er auf dem zehnten Gesamtrang beendete, war ein zweiter Platz beim Indianapolis 500. 2010 blieb Wheldon bei Panther Racing. Beim 500-Meilen-Rennen von Indianapolis erreichte er abermals als Zweiter das Ziel. Am Saisonende belegte er mit zwei weiteren Podest-Platzierungen den neunten Gesamtrang.

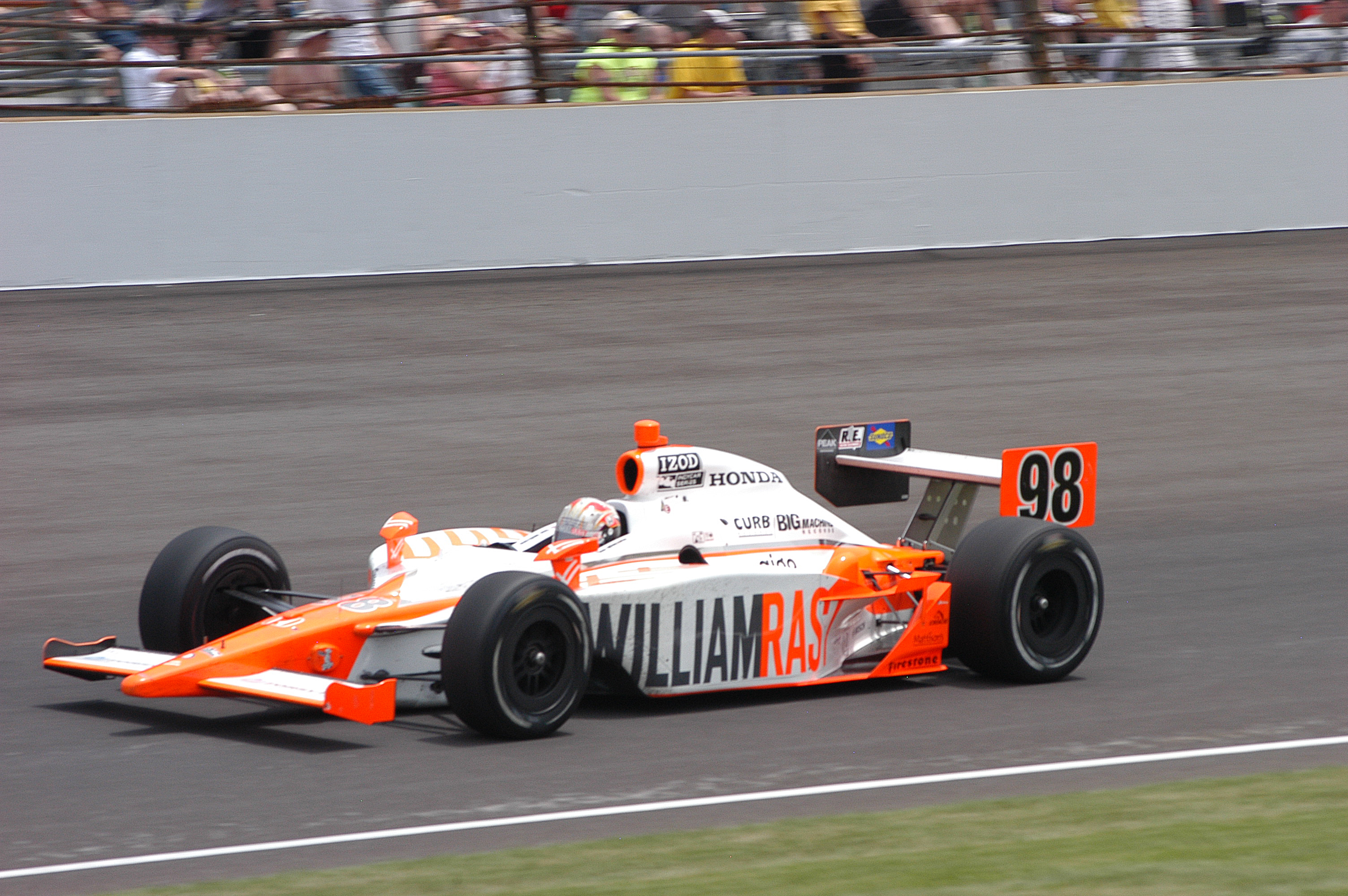
Wheldon auf dem Weg zu seinem zweiten Sieg beim Indianapolis 500

2011 fand Wheldon zunächst kein IndyCar-Cockpit. Beim Indianapolis 500 startete und gewann er für das Team von Bryan Herta, Bryan Herta Autosport, welches dort nach einem Start an gleicher Stelle ein Jahr zuvor sein zweites Rennen überhaupt in der IndyCar Series bestritt. Wheldon saß dabei im wahrscheinlich ältesten Dallara-Chassis (Baujahr 2003) des ganzen Feldes. Darüber hinaus war Wheldon als Testfahrer an der Entwicklungsarbeit des neuen IndyCar-Chassis beteiligt. Für die letzten zwei Rennen erhielt er ein Cockpit bei Sam Schmidt Motorsports, wo er Alex Tagliani ablöste. Wheldon erhielt zudem die Möglichkeit, als Letztgestarteter beim Saisonfinale auf dem Las Vegas Motor Speedway mit einem Sieg fünf Millionen US-Dollar zu gewinnen, zur Hälfte je für sich und für einen ausgelosten Fan.

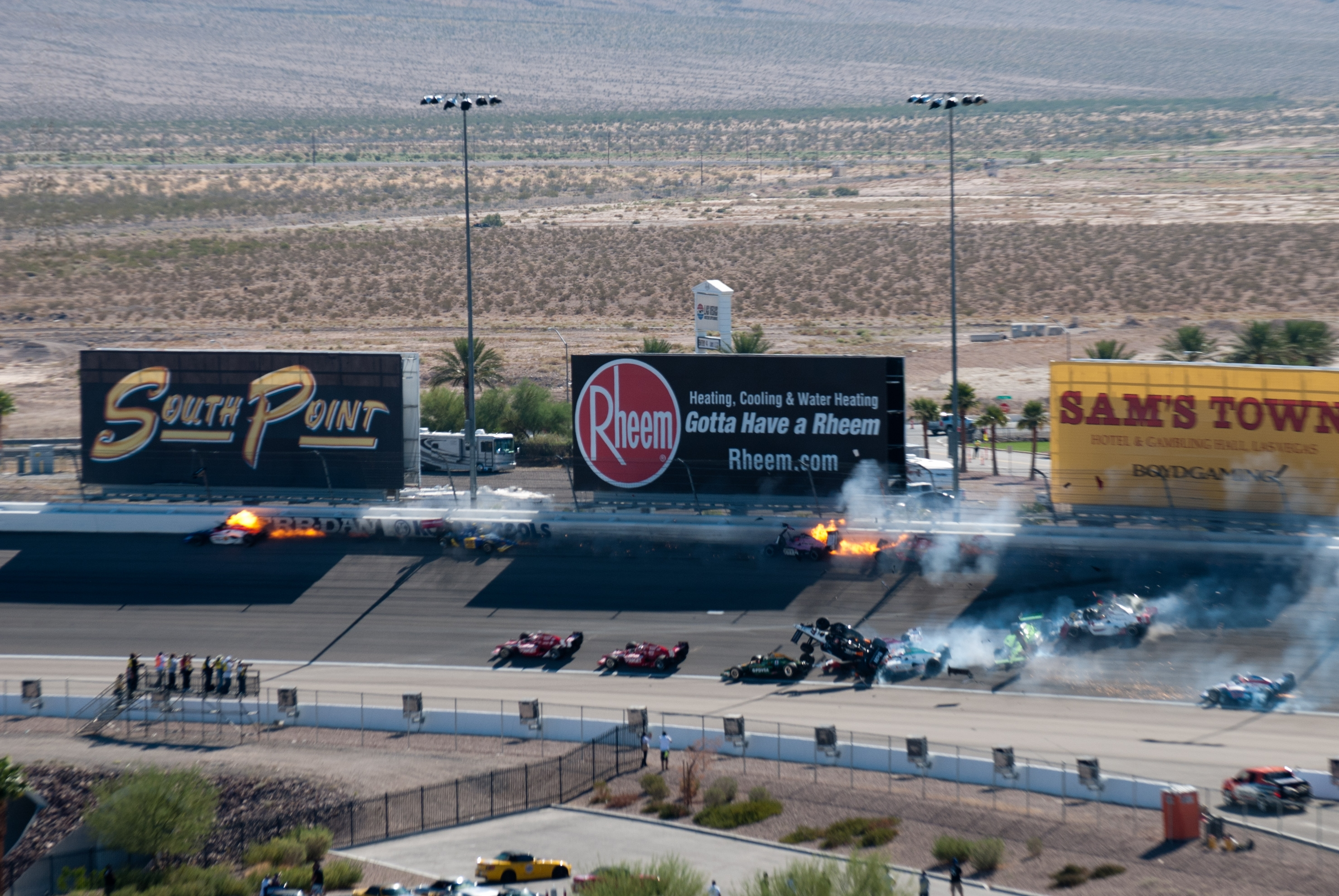
Bei dem Massenunfall auf dem Las Vegas Motor Speedway 2011 steigt Wheldons Auto (Bildmitte) auf

Bei besagtem Saisonfinale wurde Dan Wheldon in Runde elf in einen Unfall mit insgesamt 15 Rennwagen verwickelt. Wheldons Monoposto wurde über das Heck eines anderen Fahrzeugs in die Luft katapultiert und schlug mit der Oberseite der Fahrerzelle in die Fangzäune ein. Das Rennen wurde unmittelbar danach abgebrochen. Wheldon wurde sofort ins Krankenhaus geflogen, wo er seinen schweren Verletzungen erlag. Zwei Stunden später wurde Wheldons Tod bekanntgegeben. Als Todesursache wurden schwere Kopfverletzungen angegeben. Statt eines Neustarts gab es lediglich fünf Runden zu seinen Ehren, worauf sich seine Fahrerkollegen in Absprache mit der Rennleitung geeinigt hatten.
Nach seinem Tod gab sein ehemaliges Team Andretti Autosport bekannt, dass Wheldon am Morgen vor dem Las-Vegas-Rennen einen Vertrag für die Saison 2012 als Nachfolger von Danica Patrick unterzeichnet hatte.

## Persönliches
Wheldon war seit 2008 mit seiner langjährigen Assistentin Susie Brehm verheiratet und Vater von zwei Söhnen.

## Statistik

### Karrierestationen
| - 1987–1995: Kartsport - 1996: Britische Formel Vauxhall Junior (Platz 2) - 1996: Britische Formel Vauxhall (Platz 6) - 1997: Britische Formel Ford (Platz 4) - 1997: Europäische Formel Ford (Platz 4) - 1998: Britische Formel Ford (Platz 3) - 1998: Europäische Formel Ford (Platz 3) | - 1999: US-amerikanische Formel Ford 2000 (Meister) - 2000: Atlantic Championship (Platz 2) - 2001: Indy Lights (Platz 2) - 2002: Indy Racing League (Platz 36) - 2003: IndyCar Series (Platz 11) - 2004: IndyCar Series (Platz 2) - 2005: IndyCar Series (Meister) | - 2006: IndyCar Series (Platz 2) - 2007: IndyCar Series (Platz 4) - 2008: IndyCar Series (Platz 4) - 2009: IndyCar Series (Platz 10) - 2010: IndyCar Series (Platz 9) - 2011: IndyCar Series (Platz 28) |

### Einzelergebnisse in der IndyCar Series
| Saison | Team                       | 1      | 2      | 3      | 4       | 5       | 6       | 7      | 8      | 9      | 10     | 11     | 12     | 13     | 14     | 15     | 16     | 17     | 18    | 19      | Punkte | Rang |
| ------ | -------------------------- | ------ | ------ | ------ | ------- | ------- | ------- | ------ | ------ | ------ | ------ | ------ | ------ | ------ | ------ | ------ | ------ | ------ | ----- | ------- | ------ | ---- |
| 2002   | Panther Racing             | HMS    | PHX    | FON    | NZR     | INDY    | TXS     | PPI    | RIR    | KAN    | NSH    | MIS    | KTY    | STL    | CHI 10 | TX2 15 |        |        |       |         | 35     | 36.  |
| 2003   | Andretti Green Racing      | HMS    | PHX    | MOT 7  | INDY 19 | TXS 20  | PPI 19  | RIR 8  | KAN 21 | NSH 4  | MIS 20 | STL 5  | KTY 8  | NZR 7  | CHI 4  | FON 4  | TX2 3  |        |       |         | 312    | 11.  |
| 2004   | Andretti Green Racing      | HMS 3  | PHX 3  | MOT 1  | INDY 3  | TXS 13  | RIR 1   | KAN 9  | NSH 13 | MIL 18 | MIS 3  | KTY 3  | PPI 3  | NZR 1  | CHI 4  | FON 3  | TX2 3  |        |       |         | 533    | 2.   |
| 2005   | Andretti Green Racing      | HMS 1  | PHX 6  | STP 1  | MOT 1   | INDY 1  | TXS 6   | RIR 5  | KAN 2  | NSH 21 | MIL 5  | MIS 2  | KTY 3  | PPI 1  | SNM 18 | CHI 1  | WGL 5  | FON 6  |       |         | 618    | 1.   |
| 2006   | Target Chip Ganassi Racing | HMS 1  | STP 16 | MOT 2  | INDY 4  | WGL 15  | TXS 3   | RIR 9  | KAN 2  | NSH 2  | MIL 8  | MIS 3  | KTY 4  | SNM 6  | CHI 1  |        |        |        |       |         | 475    | 2.   |
| 2007   | Target Chip Ganassi Racing | HMS 1* | STP 9  | MOT 2* | KAN 1*  | INDY 22 | MIL 3   | TXS 15 | IOW 11 | RIR 3  | WGL 7  | NSH 8  | MDO 10 | MIS 12 | KTY 17 | SNM 7  | DET 3  | CHI 13 |       |         | 466    | 4.   |
| 2008   | Target Chip Ganassi Racing | HMS 3  | STP 12 | MOT1 4 | LBH1    | KAN 1   | INDY 12 | MIL 4  | TXS 4  | IOW 1  | RIR 4  | WGL 24 | NSH 2  | MDO 17 | EDM 7  | KTY 5  | SNM 4  | DET 20 | CHI 6 |         | 492    | 4.   |
| 2008   | Panther Racing             |        |        |        |         |         |         |        |        |        |        |        |        |        |        |        |        |        |       | SRF2 11 | 492    | 4.   |
| 2009   | Panther Racing             | STP 14 | LBH 5  | KAN 10 | INDY 2  | MIL 10  | TXS 7   | IOW 4  | RIR 10 | WGL 10 | TOR 14 | EDM 15 | KTY 11 | MDO 16 | SNM 12 | CHI 22 | MOT 8  | HMS 21 |       |         | 354    | 10.  |
| 2010   | Panther Racing             | SAO 5  | STP 20 | ALA 11 | LBH 9   | KAN 15  | INDY 2  | TXS 9  | IOW 11 | WGL 6  | TOR 10 | EDM 20 | MDO 14 | SNM 25 | CHI 2  | KTY 3* | MOT 10 | HMS 9  |       |         | 388    | 9.   |
| 2011   | Bryan Herta Autosport      | STP    | ALA    | LBH    | SAO     | INDY 1  | TXS1    | TXS2   | MIL    | IOW    | TOR    | EDM    | MDO    | NHA    | SNM    | BAL    | MOT    |        |       |         | 75     | 28.  |
| 2011   | Sam Schmidt Motorsports    | STP    | ALA    | LBH    | SAO     |         | TXS1    | TXS2   | MIL    | IOW    | TOR    | EDM    | MDO    | NHA    | SNM    | BAL    | MOT    | KTY 14 | LSV C |         | 75     | 28.  |

(Legende)
1 Die Rennen fanden am selben Tag statt.
2 Es wurden keine Punkte vergeben.